# Erigeron sumatrensis
 Erigeron sumatrensis  Retz., 1788 è una specie di pianta angiosperma dicotiledone della famiglia delle Asteraceae (sottofamiglia Asteroideae, tribù Astereae (North American lineage) e sottotribù Conyzinae).

## Etimologia
Il nome generico (Erigeron) deriva da due parole greche: "eri" (= precoce, sollecito, presto) e "geron" (= vecchio), richiamandosi forse al pappo di alcune specie che invecchiando diventa grigio oppure al breve periodo della sua fioritura. L'epiteto specifico (Sumatrensis) è relativo all'isola di Sumatra. Ch.-V. Naudin (1815 - 1899) è un botanico francese.
Il nome scientifico della specie è stato definito dal botanico Anders Jahan Retzius (1742-1821) nella pubblicazione " Observationes Botanicae (Retzius)" ( Observ. Bot. (Retzius) 5: 28) del 1788.

## Descrizione

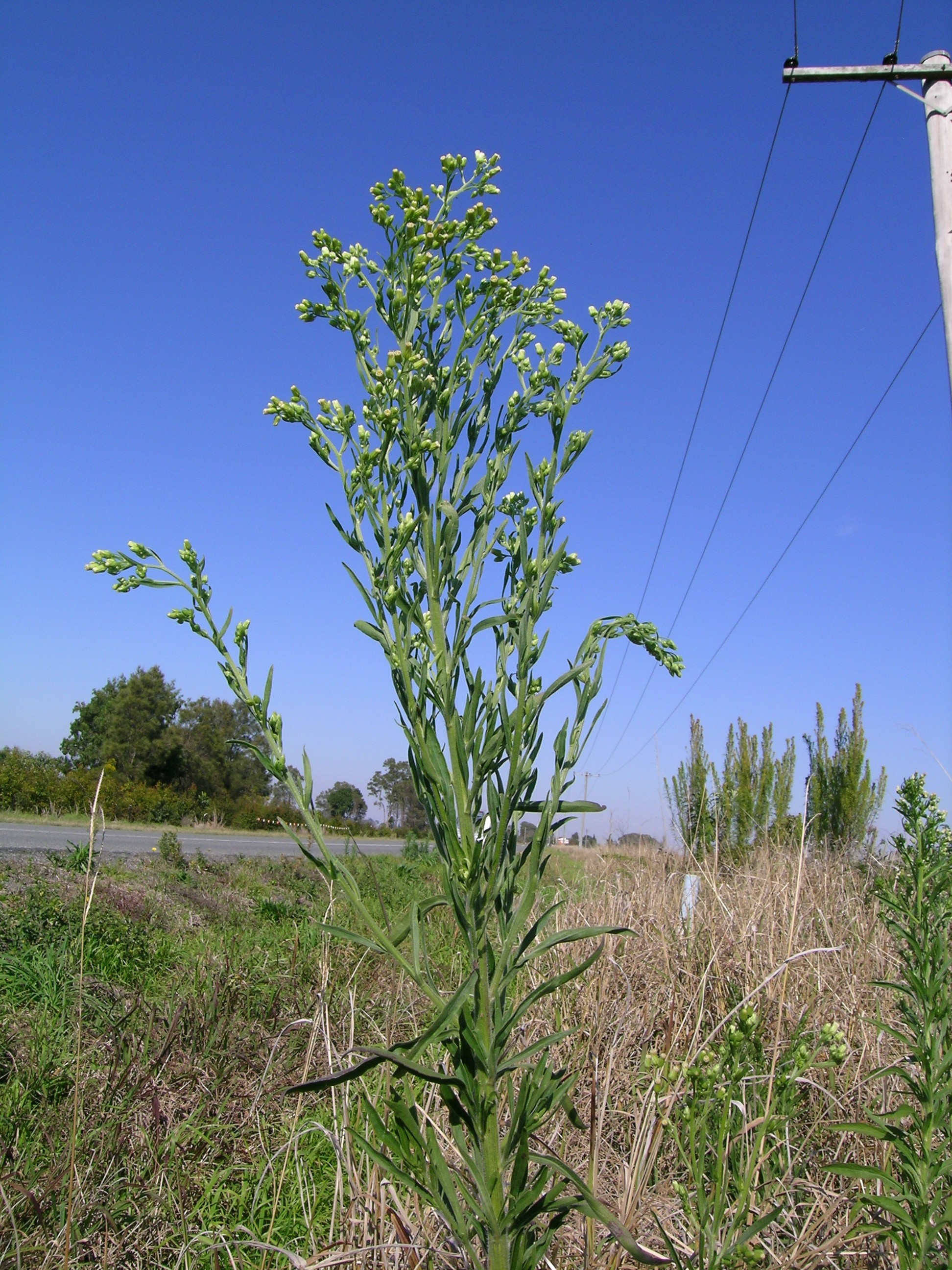
Il portamento

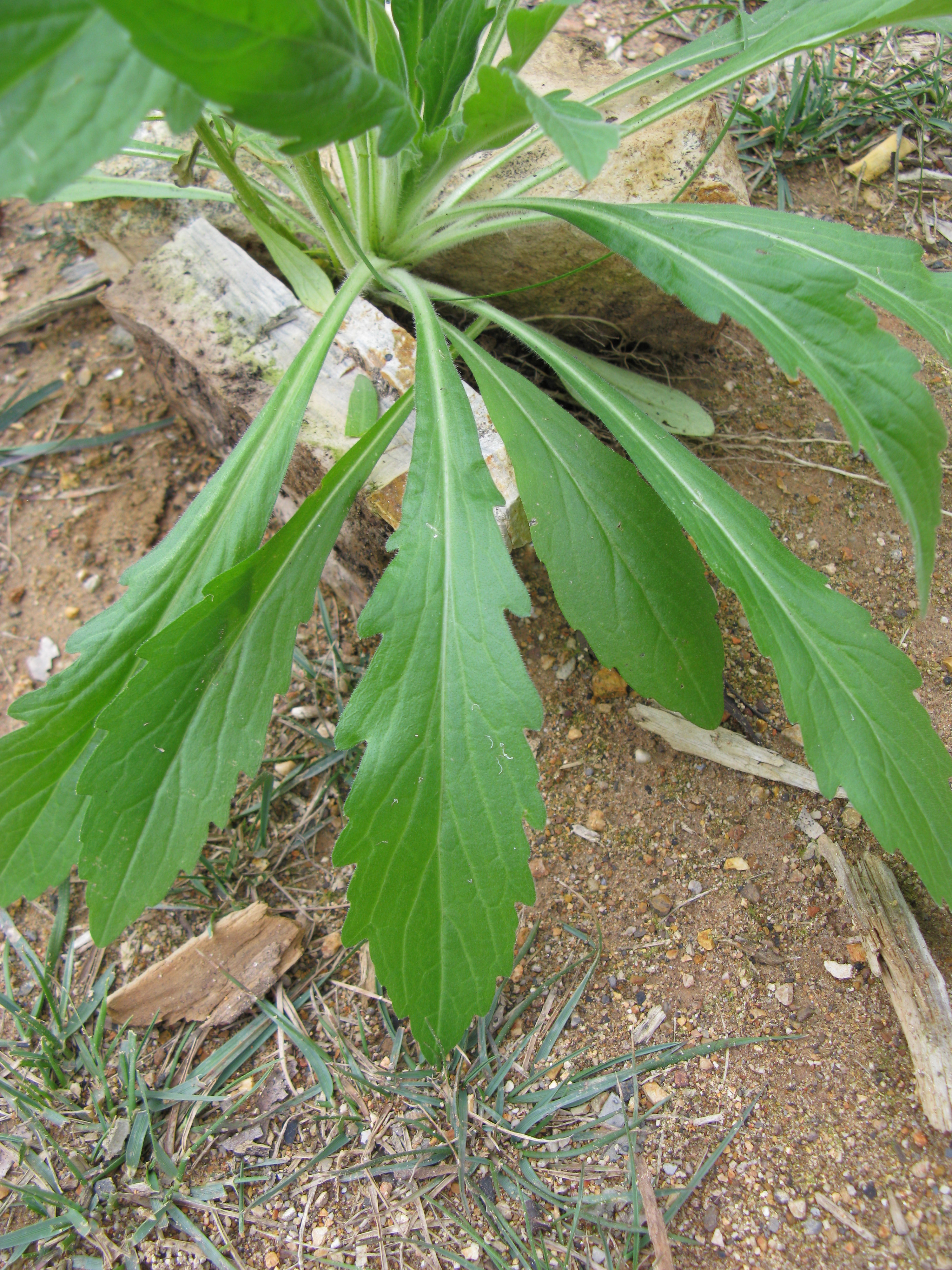
Le foglie

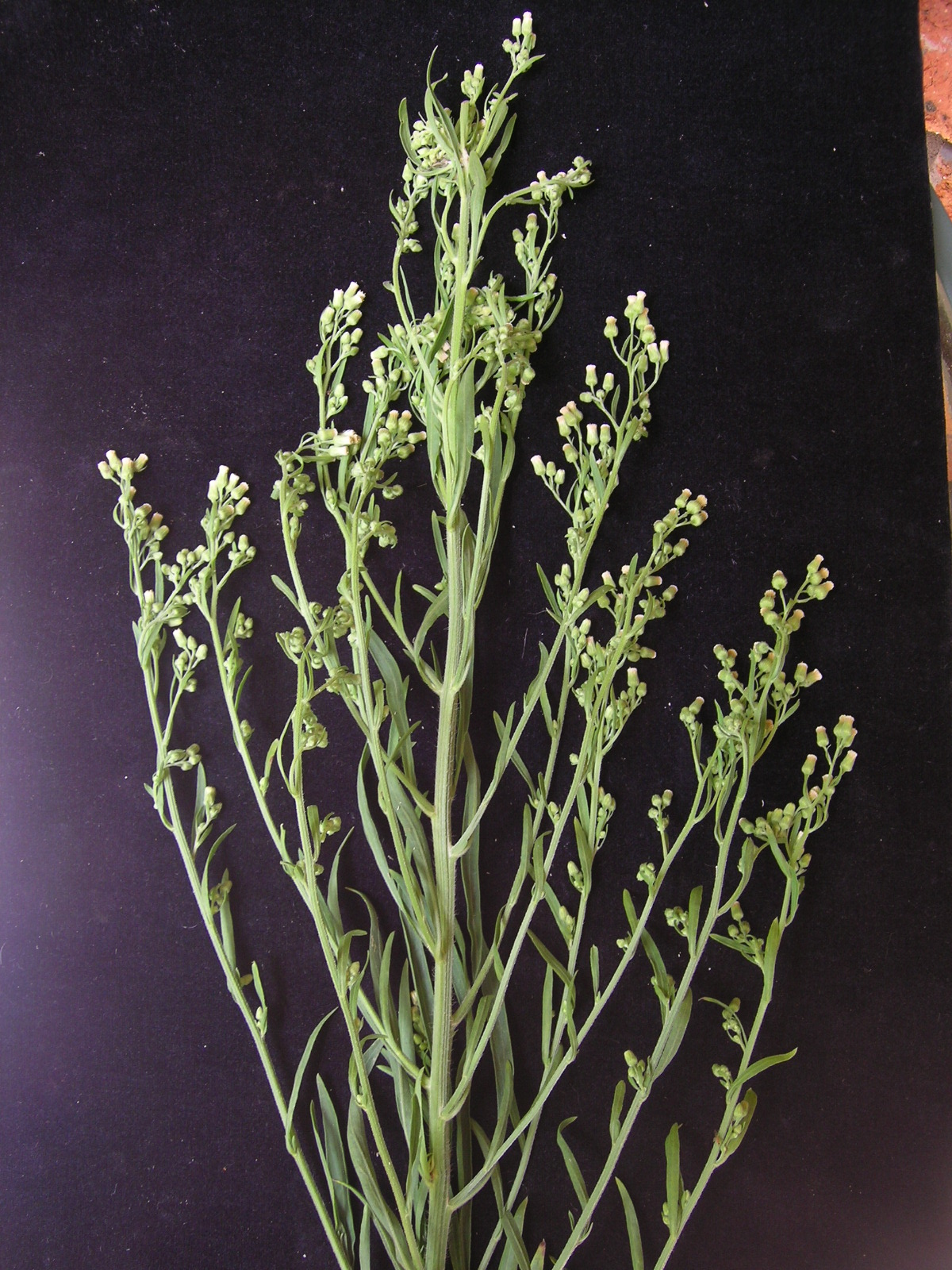
Infiorescenza

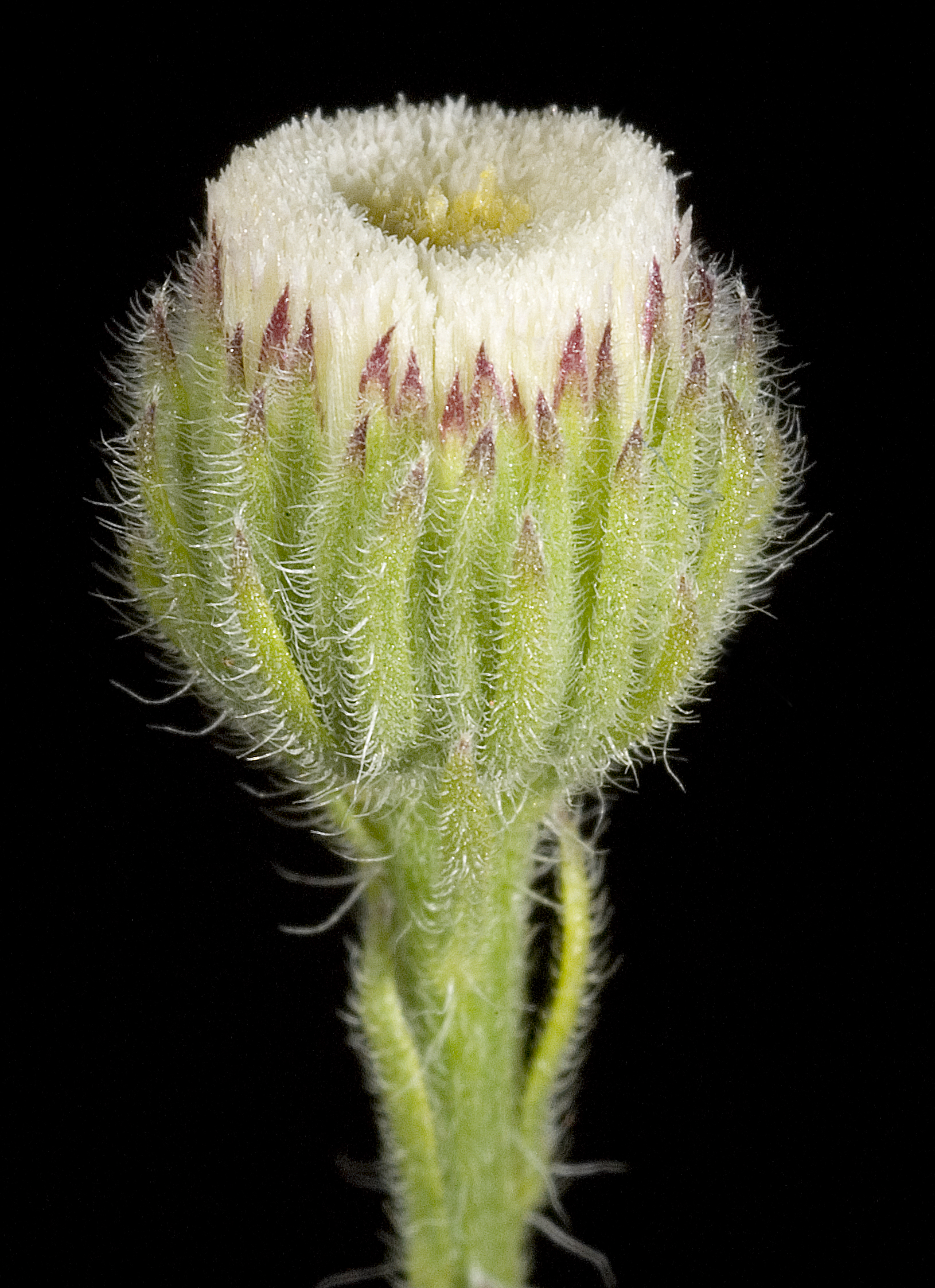
I fiori

Portamento. Sono piante erbacee non molto alte con ciclo biologico annuale (o biennale). La superficie di queste piante si presenta pelosa ed ispida. La forma biologica della specie è terofita scaposa (T scap): ossia è una pianta annuale (in questo caso anche biennale) con fusto allungato e poco foglioso. La colorazione di queste piante è verde-grigiastra. Sono inoltre aromatiche.
Fusto. La parte aerea è eretta, ascendente e frondosa. Il fusto, cilindrico e con pelosità strigosa grigio-biancastra, si sviluppa in genere dopo la comparsa della rosetta basale di foglie. Le radici, fusiformi, sono secondarie da rizoma. L'altezza media di questa specie varia da 5 a 15 dm.
Foglie. Le foglie si dividono in basali e caulinari in disposizione alterna; le foglie sono densamente strigose; sono dentate (quelle basali con 4 - 8 denti per lato) ed hanno una nervatura ramificata;
- Foglie basali e medie: quelle basali formano una rosetta (appassita all'antesi), quelle medie sono strettamente oblanceolate con un evidente picciolo. Dimensione delle foglie basali: larghezza 1 – 3 cm, lunghezza 6 – 10 cm.
- Foglie cauline: le foglie cauline sono da strettamente lanceolate a lineari; a volte hanno delle setole patenti; lungo il fusto sono disposte in modo alterno e possiedono un corto picciolo che sparisce del tutto nelle foglie più alte. L'apice è acuto o acuminato e i margini sono seghettati.

Infiorescenza. Le sinflorescenze, fogliose e ampie, sono composte da diversi capolini (50 e più) terminali disposti a pannocchia piramidale. Le infiorescenze vere e proprie sono composte da un capolino terminale peduncolato di tipo disciforme. I capolini sono formati da un involucro, con forme da campanulate a urceolate composto da diverse brattee, al cui interno un ricettacolo fa da base ai fiori di due tipi: fiori del raggio (ridotti) e fiori del disco. Le brattee, glabre con margini scariosi, con forme lanceolate–lineari, con colori verdi-grigiastri sono disposte in modo più o meno embricato e scalato su 3 serie. Il ricettacolo è nudo ossia senza pagliette a protezione della base dei fiori; la forma è piana. Diametro dei capolini: 5 - 8 mm. Lunghezza dei peduncoli: 3 - 5 mm. Dimensioni involucro: 4 x 3 - 4 mm. 
Fiori.  I fiori sono tetra-ciclici (formati cioè da 4 verticilli: calice – corolla – androceo – gineceo) e pentameri (calice e corolla formati da 5 elementi). Si distinguono in:
- fiori del raggio (esterni): sono ridotti e filiformi (femminili);
- fiori del disco (centrali): sono da 6 a 11 per capolino con forme brevemente tubulose (attinomorfe); sono ermafroditi.

- Formula fiorale:

*/x K {\displaystyle \infty }, [C (5), A (5)], G 2 (infero), achenio
- Calice: i sepali del calice sono ridotti ad una coroncina di squame.

- Corolla: (fiori del disco) la forma è tubulare bruscamente divaricata in alcuni lobi; i lobi, patenti o eretti, hanno una forma deltata o più o meno lanceolata; il colore è giallo o giallastro; (fiori del raggio) sono filiformi e hanno un solo dente bifido.

- Androceo: l'androceo è formato da 5 stami sorretti da filamenti generalmente liberi; gli stami sono connati e formano un manicotto circondante lo stilo; le teche (produttrici del polline) alla base sono troncate e sono lievemente auricolate (molto raramente sono speronate o hanno una coda); le appendici apicali delle antere hanno delle forme piatte e lanceolate; il tessuto endoteciale (rivestimento interno dell'antera) è quasi sempre polarizzato (con due superfici distinte: una verso l'esterno e una verso l'interno). Il polline è sferico con un diametro medio di circa 25 micron;  è tricolporato (con tre aperture sia di tipo a fessura che tipo isodiametrica o poro) ed è echinato (con punte sporgenti).[10][14]

- Gineceo: l'ovario è infero uniloculare formato da 2 carpelli.[6] Lo stilo (il recettore del polline) è profondamente bifido (con due stigmi divergenti) e con le linee stigmatiche marginali separate.[15] I due bracci dello stilo hanno una forma più o meno lanceolata, acuta o ottusa e possono essere papillosi o ricoperti da ciuffi di peli.

- Antesi: la fioritura avviene tra giugno e settembre.

Frutti. Il frutto è un achenio secco, compresso a forma lineare-lanceolata, strigoso e deiscente di colore marrone pallido con un pappo bianco (poi bruno giallastro) formato da alcune setole su una serie. Il pappo ha la funzione di disperdere col vento i semi della pianta. Dimensione del frutto: 1,2 – 1,5 mm.

## Biologia
Impollinazione: tramite insetti (impollinazione entomogama tramite farfalle diurne e notturne).

Riproduzione: la fecondazione avviene fondamentalmente tramite l'impollinazione dei fiori.

Dispersione: i semi cadono a terra e vengono dispersi soprattutto da insetti come formiche (disseminazione mirmecoria). Un altro tipo di dispersione è zoocoria: gli uncini delle brattee dell'involucro (se presenti) si agganciano ai peli degli animali di passaggio che portano così i semi anche su lunghe distanze. Inoltre per merito del pappo il vento può trasportare i semi anche per alcuni chilometri (disseminazione anemocora).

## Distribuzione e habitat

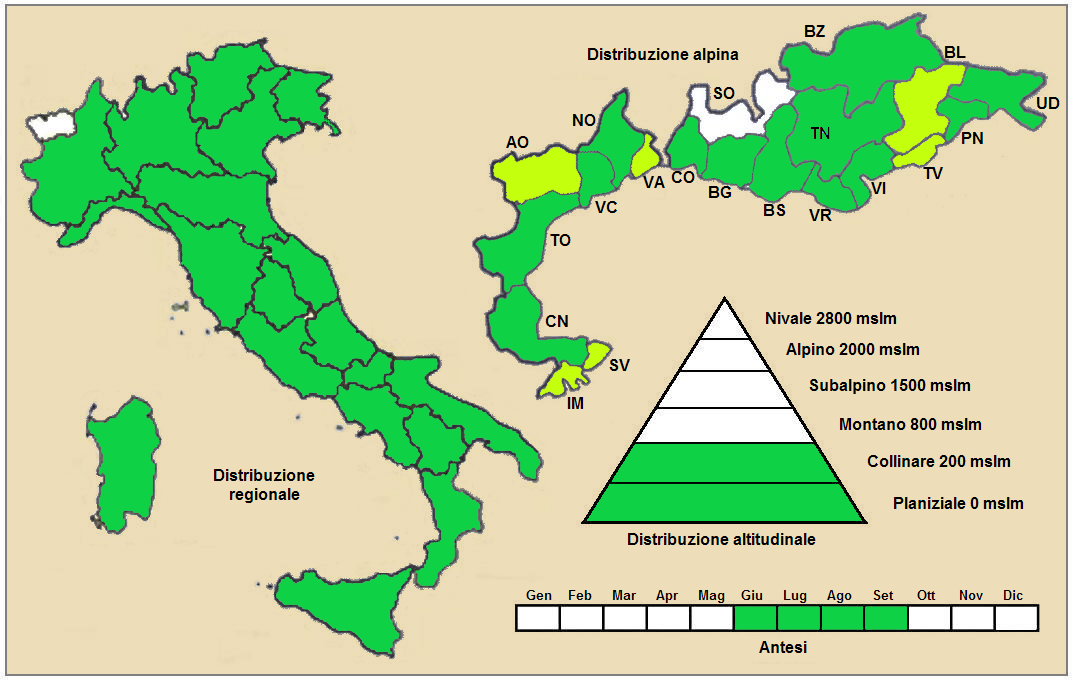
Distribuzione della pianta (Distribuzione regionale – Distribuzione alpina)

Geoelemento: il tipo corologico (area di origine) è  Sud Americano / Neotropicale.
Distribuzione: in Italia questa specie si trova comunemente su tutto il territorio. Fuori dall'Italia, sempre nelle Alpi, questa specie si trova in Francia, Svizzera, Austria e Slovenia. Sugli altri rilievi collegati alle Alpi è presente nella Massiccio del Giura e Pirenei. Altrove si trova in America (centrale e meridionale); nel resto del mondo è introdotta.
Habitat: l'habitat preferito per queste piante sono gli incolti aridi. Si tratta di una specie invasiva. Il substrato preferito è calcareo ma anche calcareo/siliceo con pH basico, alti valori nutrizionali del terreno che deve essere secco.
Distribuzione altitudinale: sui rilievi alpini, in Italia, queste piante si possono trovare fino a 600 m s.l.m.; nelle Alpi frequentano quindi i seguenti piani vegetazionali: collinare (oltre a quello planiziale). 

## Fitosociologia
Dal punto di vista fitosociologico alpino Erigeron sumatrensis appartiene alla seguente comunità vegetale:
Formazione: delle comunità terofiche pioniere nitrofile.
Classe: Stellarietea mediae.

## Sistematica
La famiglia di appartenenza di questa voce (Asteraceae o Compositae, nomen conservandum) probabilmente originaria del Sud America, è la più numerosa del mondo vegetale, comprende oltre 23.000 specie distribuite su 1.535 generi, oppure 22.750 specie e 1.530 generi secondo altre fonti (una delle checklist più aggiornata elenca fino a 1.679 generi). La famiglia attualmente (2021) è divisa in 16 sottofamiglie; la sottofamiglia Asteroideae è una di queste e rappresenta l'evoluzione più recente di tutta la famiglia.
Il genere Erigeron comprendente diverse centinaia di specie una buona parte di origine americana, mentre le altre sono di origine europea (e asiatica) di cui una decina sono proprie della flora italiana.
Attualmente le specie italiane di Erigeron sono divise in tre gruppi:
- (1) Piante annue.
- (2) Piante perenni con fiori dimorfi (esterni raggianti femminili ligulati; interni tubulosi ermafroditi).
- (3) Piante perenni con fiori trimorfi (esterni raggianti femminili ligulati; interni periferici femminili filiformi; interni centrali ermafroditi tubulosi).

 Erigeron sumatrensis appartiene al primo gruppo. Inoltre nella flora italiana  Erigeron sumatrensis fa parte del Complesso di Erigeron canadensis" caratterizzato da specie annue con fuso eretto e ampiamente ramificato; le sinflorescenze si compongono di moltissimi capolini di piccole dimensioni di tipo disciforme. il complesso comprende le specie Erigeron bonariensis, Erigeron canadensis e Erigeron sumatrensis

### Filogenesi
Il genere Erigeron è descritto nella sottotribù Conyzinae, una delle quasi 40 sottotribù della tribù Astereae. In base alle ultime ricerche nella tribù sono stati individuati (provvisoriamente) 5 principali lignaggi. Il genere  Erigeron (insieme alla sottotribù Conyzinae) è incluso nel North American lineage.
Alcune analisi di tipo filogenetico hanno diviso la sottotribù Conyzinae in 6 cladi;  Erigeron attualmente è incluso in tutti i cladi  (non risulta quindi monofiletico). Erigeron è suddiviso in una quarantina di sezioni;  Erigeron sumatrensis è inclusa nella sezione "Conyza - Gruppo A". I caratteri di questo gruppo sono: il ciclo biologico è annuale o perenne; i fusti sono semplici o ramificati; le foglie variano da lanceolate a oblanceolate o spatolate, con bordi da interi a dentati o lobati; i fiori del raggio sono bianchi con lamine leggermente assenti; gli acheni hanno 2 nervi; il pappo ha 10 - 25 setole. Nel gruppo sono descritte circa 19 specie tra cui E. bonariensis e E. sumatrensis.
I caratteri distintivi della specie  Erigeron sumatrensis sono:
- il portamento di queste piante è annuale con altezze di 5 - 15 dm;
- le foglie medie sono strettamente oblanceolate;
- le sinflorescenze hanno numerosi capolini in pannocchie piramidali;
- i fiori tubulosi periferici hanno un solo dente bifido.

Il numero cromosomico delle specie di questa voce è: 2n = 18, 36 e 54.

### Sinonimi
Sono elencati alcuni sinonimi per questa entità:
- Conyza sumatrensis (Retz.) E.Walker